# Miami Gardens
Miami Gardens ist eine Stadt im Miami-Dade County im US-Bundesstaat Florida. Das U.S. Census Bureau hat bei der Volkszählung 2020 eine Einwohnerzahl von 111.640 ermittelt. 

## Geographie
Miami Gardens befindet sich zehn Kilometer nördlich von Miami. Angrenzende Kommunen sind Miami Lakes, Opa-locka und North Miami Beach (Miami-Dade) sowie Miramar und West Park (Broward).

## Geschichte
Am 13. Mai 2003 wurden die CDPs (Census-designated places) Andover, Bunche Park, Carol City, Lake Lucerne, Norland, Opa-locka North und Scott Lake nach vorangegangener Abstimmung unter der Bevölkerung zur City of Miami Gardens zusammengelegt. Bei ihrer Gründung schätzte das United States Census Bureau die Einwohnerzahl der Stadt auf 100.842. 

### Demographische Daten
Laut der Volkszählung 2010 verteilten sich die damaligen 107.167 Einwohner auf 34.284 Haushalte. Die Bevölkerungsdichte lag bei 2068,9 Einw./km². Miami Gardens ist die größte Stadt in Florida, die mehrheitlich aus afroamerikanischen Einwohnern besteht. 18,3 % der Bevölkerung bezeichneten sich als Weiße, 76,3 % als Afroamerikaner, 0,2 % als Indianer und 0,6 % als Asian Americans. 2,3 % gaben die Angehörigkeit zu einer anderen Ethnie und 2,2 % zu mehreren Ethnien an. 22,0 % der Bevölkerung bestand aus Hispanics oder Latinos.
Im Jahr 2010 lebten in 45,7 % aller Haushalte Kinder unter 18 Jahren sowie 28,7 % aller Haushalte Personen mit mindestens 65 Jahren. 78,4 % der Haushalte waren Familienhaushalte (bestehend aus verheirateten Paaren mit oder ohne Nachkommen bzw. einem Elternteil mit Nachkomme). Die durchschnittliche Größe eines Haushalts lag bei 3,28 Personen und die durchschnittliche Familiengröße bei 3,66 Personen.
30,6 % der Bevölkerung waren jünger als 20 Jahre, 27,6 % waren 20 bis 39 Jahre alt, 25,5 % waren 40 bis 59 Jahre alt und 16,2 % waren mindestens 60 Jahre alt. Das mittlere Alter betrug 36 Jahre. 46,8 % der Bevölkerung waren männlich und 53,2 % weiblich.
Das durchschnittliche Jahreseinkommen lag bei 44.215 $, dabei lebten 19,3 % der Bevölkerung unter der Armutsgrenze.
Im Jahr 2000 war Englisch die Muttersprache von 45,17 % der Bevölkerung, spanisch sprachen 51,09 % und 3,72 % sprachen haitianisch.

## Einrichtungen
In der Stadt befindet sich das Hard Rock Stadium, das Heimstadion des NFL-Franchise Miami Dolphins. Außerdem ist es Spielort der Miami Hurricanes, dem College-Sportteam der University of Miami. Mit dem Calder Race Track, einer Pferderennbahn, befindet sich eine weitere große Sportstätte in der Stadt.
Die Schulen Miami Norland High School, Miami Carol City High School sowie die St. Thomas University und Florida Memorial University befinden sich im Stadtgebiet von Miami Gardens. Darüber hinaus verfügt Miami Gardens über 17 Elementary Schools, vier Middle Schools und die North Dade Regional Library.
Am 19. Mai 2014 wurde das Sunshine State Arch in das National Register of Historic Places eingetragen.

## Verkehr
Miami Gardens ist sehr verkehrsgünstig gelegen. An der am Südostrand gelegenen Golden Glades Interchange kreuzen die Interstate 95, der Florida’s Turnpike (mautpflichtig), der U.S. Highway 441 sowie die Florida State Roads 7, 9 und 826 (Palmetto Expressway). Durch das Stadtgebiet führen außerdem die State Roads 817, 821 (Homestead Extension of Florida’s Turnpike, mautpflichtig), 823 und 860. Neben der Interchange befindet sich der Bahnhaltepunkt Golden Glades der Tri-Rail, an dem auch die Fernbusse der Greyhound Lines halten. Direkt im Süden grenzt der nationale Opa-locka Executive Airport an die Stadt. Der Miami International Airport befindet sich etwa 15 km südlich von Miami Gardens.

## Persönlichkeiten
- Denzel Curry (* 1995), Rapper und Sänger
- Lil Pump (* 2000), Rapper